# 300 Джеральдіна
300 Джеральді́на (300 Geraldina) — астероїд зовнішнього головного поясу, відкритий 3 жовтня 1890 року Огюстом Шарлуа у Ніцці.
Тіссеранів параметр щодо Юпітера — 3,191.